# Emanoil Marcu
Emanoil Marcu (n. 17 octombrie 1948 la Săveni, județul Botoșani - d. 25 aprilie 2022, Iași) a fost un traducător din limba franceză și un scriitor român, membru al Uniunii Scriitorilor din România.

## Date biografice
Emanoil Marcu s-a născut la 17 octombrie 1948 în localitatea Săveni, județul Botoșani d.25 aprilie 2022. Este absolvent al Facultății de Filologie, secția franceză-romană, de la Universitatea Alexandru Ioan Cuza din Iași, promoția 1972. Începând din 1984 este profesor de limba franceză la Liceul Industrial nr.1 din Botoșani. S-a afirmat ca publicist și traducător din și în limba franceză.

## Activitate literară
- Colaborează la reviste din țară (Convorbiri literare, Cronica, Dacia literară, Revista Ateneu, Steaua, Revista 22 etc.) și din străinatate ("Poesie"/Paris, "Cahier Bleu"/Troyes).
- din 1981 face parte din colectivul de redacție al "Caietelor Botoșenene", contribuind cu traduceri, cronici literare și plastice, interviuri, note, comentarii.
- în 1995, 2000 și 2005 obține burse pentru traducători literari din partea Ministerului francez al Culturii și Francofoniei.
- Solicitat de Serviciul Cultural al Ambasadei franceze ca formateur la Atelier de traduction, organizat în colaborare cu Uniunea Scriitorilor din România.

## Apariții editoriale
- 1988, un volum bilingv George Bacovia, Editura Dacia din Cluj.
- din 1992 publică peste cincizeci de volume, majoritatea la Editura Humanitas (printre ele opt cărți de Emil Cioran).
- A tradus din română în franceză mai multi poeți români (Mihai Eminescu, George Bacovia, Ștefan Augustin Doinaș, Mihai Ursachi, Nichita Danilov) și din franceză în română (Emil Cioran, Joris-Karl Huysmans, François Furet, Georges Bataille, Nicolas Bouvier, Marguerite Yourcenar, Marguerite Duras, Pascal Quignard, Michel Houellebecq, Andrei Makine etc.)
- 2021 a fost tradus în germană cu: “Die Inkunabeln auf der Seeinsel”, în traducerea deosebitului poet Christian W. Schenk, ed. Dionysos, Boppard pe Rin, ISBN 9798543857533

## Premii
- Premiul Uniunii Scriitorilor, asociația Iași, 2004, pentru traducerea romanului Platforma de Michel Houellebecq.
- Medalia comemorativă "150 de ani de la nașterea lui Mihai Eminescu".
- "Chevalier de l'Ordre des Palmes Academiques", distincție acordată de statul francez în 2002.[2]
- Medalia comemorativă “150 de ani de la nașterea lui Mihai Eminescu”.
- Cetățean de onoare al orașului Botoșani.
- Bursă pentru traducători literari a Ministerului francez al Culturii și Francofoniei (1995, 2000, 2005).